# سليم أردوغان
سليم أردوغان (بالتركية: Selim Erdoğan)‏ هو شاعر تركي، ولد في 1962 في معمورة العزيز في تركيا.